# Big Bounce
Big Bounce (cu sensul de Marea Revenire) este un model teoretic științific al formării universului cunoscut. Implică modelul ciclic al Big Bang-ului sau interpretarea universului oscilant  în care primul eveniment cosmologic a fost rezultatul prăbușirii unui univers anterior.

## Expansiune și contracție
Conform unor teoreticieni ai universului oscilatori, Big Bang-ul a fost pur și simplu începutul unei perioade de expansiune care a urmat după o perioada de contracție. În această viziune, se poate vorbi de un Big Crunch, urmat de un Big Bang, sau mai simplu, un Big Bounce. Acest lucru sugerează că am putea trăi în orice punct dintr-un șir infinit de universuri, sau invers, universul actual ar putea fi prima repetare a acestui șir infinit de universuri.